# Орлице
О́рлице (чеш. Orlice) — река в Чехии (Краловеградецкий край), левобережный приток реки Лабы (Эльбы); в ряде дореволюционных источников, например в «ЭСБЕ», описывается под названием Адлер (от нем. Adler) или Эрлиц.
Длина реки — 32 км. Площадь водосборного бассейна — 2038,5 км². Среднегодовой расход воды в Тиниште-над-Орлици — 18,6 м³/с.
Образуется при слиянии рек Тиха-Орлице и Дивока-Орлице на высоте 247 метров над уровнем моря у городка Альбрехтице-на-Орлице. Течёт, петляя, в общем северо-северо-западном направлении через города Тиниште-над-Орлици, Свинари, Тршебеховице. Пойма реки заболочена, местами заросла лесом, имеется много стариц. Орлице впадает в Лабу слева на расстоянии 992 километров от её устья на высоте около 228 метров над уровнем моря. В приустьевой части расположен город Градец-Кралове, столица края.
Основной приток — река Дедина.

## Притоки
Объекты перечислены по порядку от устья к истоку.
- 5 км: Стржибрни[3] (лв)
- 10 км: Долейши-Своднице[3] (пр)
- 12 км: канал Белечски-Нагон[3] (лв)
- 14 км: Цигельницки[3] (пр)
- 15 км: Дедина[3] (пр)
- 25 км: Стржирбни[3] (лв)
- 31 км: Нововески[3] (лв)